# Aurinotus brevicornis
Aurinotus brevicornis är en insektsart som beskrevs av Capener 1960. Aurinotus brevicornis ingår i släktet Aurinotus och familjen hornstritar. Inga underarter finns listade i Catalogue of Life.